# Friedrich August Pischon
Friedrich August Pischon (* 6. Juli 1785 in Cottbus; † 31. Dezember 1857 in Berlin) war ein deutscher Historiker, Prediger, Publizist und evangelischer Theologe.

## Jugend und Ausbildung
Friedrich August Pischon entstammte einer Familie von französischen Glaubensflüchtlingen, die sich in Cottbus niederließ, wo sich 1757 Hugenotten und deutsch-reformierten Protestanten zu einer Gemeinde vereint hatten. Sein Vater war der seit 1774 amtierende letzte Richter der französischen Gemeinde, der Gerbermeister Henri Jacob Pichon (1738–1803), in erster Ehe verheiratet mit einer geb. Michelin, der in zweiter Ehe 1775 Pischons Mutter Louise, geb. Lehmann (1742–1826) geehelicht hatte. Den ursprünglich französischen Nachnamen Pichon wandelte Friedrich August in Pischon ab.
In Berlin besuchte Pischon das Joachimsthalsche Gymnasium. Anschließend studierte er in Halle (Saale) und in Berlin Theologie, wobei er sich Schleiermacher anschloss. 1841 wurde er in Berlin zum Doktor der Theologie promoviert.

## Beruflicher Werdegang
Am 2. Dezember 1810 wurde Pischon von Schleiermacher zum Hilfsprediger an der Berliner Dreifaltigkeitskirche berufen. 1815 wurde er Prediger am Großen Friedrichswaisenhaus. 1816 fand Pischon eine Anstellung als Lehrer für Geschichte an der Berliner Kadettenanstalt, wo er ab 1825 eine Professorenstelle erhielt. Im November 1826 gehörte Pischon zu den anonymen, „zwölf Prediger“ genannten Kritikern der vom preußischen König Friedrich Wilhelm III. durchgesetzten Liturgiereform, die eine Beschwerde an das Oberkonsistorium einreichten.
In seiner erzieherischen und seelsorgerischen Arbeit zeichnete sich Pischon durch ein umfangreiches Wissen und eine besondere pädagogische Begabung aus. 1827 wurde er zum Diakon, 1832 zum Archidiakon an St. Nicolai berufen. Seit 1827 wirkte er außerdem als Mitglied des Kuratoriums des Schindler'schen Waisenhauses zu Berlin.
Ab 1836 war Pischon nebenamtlich als Assessor am Berliner Konsistorium der Provinz Brandenburg tätig. 1843 wurde er zum Konsistorialrat ernannt. In den Jahren 1848 bis 1853 war er Mitherausgeber der Zeitschrift für die unierte Kirche, daneben hat er zahlreiche Forschungsergebnisse auf den Gebieten der Theologie, Literatur und Pädagogik herausgebracht.
Am letzten Tag des Jahres 1857 verstarb Friedrich August Pischon an einem Stickfluss.
Zu seinem Vermächtnis gehört die 1844 gegründete Pischonstiftung, eine Pensionskasse zur Unterstützung hilfsbedürftiger Volks- und Elementarschullehrer deren erster Geschäftsführer Daniel Alexander Benda wurde.

## Mitgliedschaften
Friedrich August Pischon war Mitglied der Deutschen Gesellschaft, der Geographischen Gesellschaft, der Brandenburgia und zahlreicher weiterer Vereine.

## Familie
Am 12. August 1812 wurde Friedrich August Pischon durch Friedrich Schleiermacher mit Karoline, geb. Deibel (* um 1787, † 13. Juni 1862) getraut. Aus dieser Ehe gingen folgende Kinder hervor:
- Johannes Pischon († 6. Dezember 1848), Feldmesser[9]
- Anna Pauline Juliane († 27. Oktober 1860)[10]
- Marie Wilhelmine Auguste Pischon (* 1813; † 14. Dezember 1859)[11]
- Henriette Magdalene Pischon (* 13. Dezember 1814; † 1873)[12]
- Julius Friedrich Joseph Pischon (* 1815) ⚭ 1858 Pauline, geb. Rossow (* 1837)
- Elisabeth Albertine Pischon (1817–1864)[13]
- Johanna Pischon (1818–1848)
- Clara Pischon (1810–1849), 1844 ⚭ August Köhler
- Albert Pischon (* 1824; † 7. August 1886),[14] ⚭ Johanna Christane Luise, geb. Liebe (* um 1828; † 25. Juli 1905)[15]
- Carl Nathanael Pischon (1827–1887), Gesandtschaftsprediger, 1875 in Konstantinopel ⚭ Pauline, geb. Lipcke (* 1825)
- Friedrich Paulus Pischon (* 22. Juni 1830; † 1909) ⚭ 1) 1861 Klara Harnak (1833–1869) ⚭ 2) Olga, geb. Müller (1824–1900)[16]

## Werke
- Die geschichtliche Prosa. Handbuch der deutschen Prosa in Beispielen von der frühesten bis zur jetzigen Zeit. Berlin 1818.
- Leitfaden zur Geschichte der deutschen Literatur, Berlin (15. Aufl.), 1830–1887.
- Ueber den Zweck einer deutschen Gesellschaft und Uebersicht der Geschichte der unsrigen. In: Germania. Neues Jahrbuch der Berlinischen Gesellschaft für Deutsche Sprache und Alterthumskunde Bd. 1, Berlin 1836, S. 1–12.
- Leitfaden der Geschichte der Literatur. Denkmäler der deutschen Sprache von den frühesten Zeiten bis jetzt. 6 Theile, Berlin 1838–1851.
- Kurze Geschichte der Erfindung der Buchdruckkunst. Berlin 1840.
- Vorträge über die deutsche und schweizerische Reformation, mit besonderer Beziehung auf die symbolischen Schriften der lutherischen und reformirten Kirche in Brandenburg gehalten im Winter 1845 und 1846. Berlin 1846.